# Karimul Makhdum
Sheik Karimul Makhdum ou Makhdum Karim, connu également sous le nom de Tuan Sharif Aulia, est un érudit arabe du XIVe siècle qui fonda en 1380 (782 de l'Hégire) la première mosquée des Philippines.
Originaire de La Mecque ou de Malacca, capitale du sultanat éponyme, qualifié selon les sources de juge, de professeur ou de marchand, considéré comme l'un des premiers missionnaires musulmans des Philippines, Karimul Makhdum arriva dans l'archipel de Sulu à bord d'une jonque chinoise. Bien accueilli par les indigènes, les Tausug, il propagea l'islam parmi eux, épousa une femme de Sulu, et fonda une mosquée (en) à Tubig Indangan, dans l'actuelle municipalité de Simunul, dans la province de Tawi-Tawi.
Il mourut dans l'île Sibutu où il fut inhumé. Son tombeau se trouve dans le barangay de Tandu Banak.